# Maragusan
Maragusan (San Mariano) ist eine philippinische Stadtgemeinde in der Provinz Davao de Oro. Sie hat 60.842 Einwohner (Zensus 1. August 2015).

## Baranggays
Maragusan ist politisch in 24 Baranggays unterteilt.
| - Bagong Silang - Mapawa - Maragusan (Pob.) - New Albay - Tupaz - Bahi - Cambagang - Coronobe - Katipunan - Lahi - Langgawisan - Mabugnao | - Magcagong - Mahayahay - Mauswagon - New Katipunan - New Man-ay - New Panay - Paloc - Pamintaran - Parasanon - Talian - Tandik - Tigbao |